# 반장 (동오)
반장(潘璋, ? ~ 234년)은 후한 말기 ~ 동오의 군인으로, 자는 문규(文珪)이며, 연주 동군 발간현(發干縣) 사람이다.

## 생애
난폭하고 사나운 성격으로 술을 좋아해, 젊을 적에 가난하지만 언제나 술을 즐겨 마셨다.
손권(孫權)을 섬겼다. 감녕 사후 그 군대를 합쳤다. 219년 관우(關羽) 토벌에서 여몽(呂蒙), 주연(朱然)과 협력하여 관우를 사로잡았다.(실제로 관우를 사로잡은 사람은 부하인 마충(馬忠)이다.)
222년 이릉 대전에도 참가해 풍습(馮習)을 죽이는 큰 공적을 세웠다.
삼국지연의에서는 이 전투에서 관우의 망령에 놀라는 사이에 관흥(關興)에게 참살당한 것으로 알려져 있으나, 이것은 연의의 창작이다.
같은 해, 위나라의 조진(曹眞), 하후상(夏侯尙), 장합(張郃) 등이 남군(南郡)에 공격해 오자, 구원군으로 보낸 손성이 장합에게 격퇴당하자, 제갈근(諸葛瑾)과 함께 구원군으로 보내졌다. 반장은 장강의 상류로 가서, 갈대를 베어 커다란 뗏목을 만들어, 이것을 불을 붙여 흘려보내며, 물에 띄어놓은 다리를 불태우려 했으나, 이 계획을 실행하기 전에 위나라 군대는 철수했다.
손권이 황제가 되자 반장은 위의 공로로 우장군(右將軍)으로 승진했다.
반장은 시장 운영에 뛰어나, 반장이 시장의 감독직을 맡으면서 도난, 상해 사건이 없어졌다. 또한 전쟁이 일단락되면, 군대가 관리하는 시장을 열었고, 기타 부대에서 물품 부족이 있다면 모두 반장의 시장에서 보충했다.
반장이 이끄는 군대는 수천 명에 불과했으나, 언제나 1만 명의 군세처럼 강력한 움직임을 보여주었다. 그러나, 반장은 이런저런 일에서 인성질을 자주 되풀이했다(강한 물욕으로 금전에 집착했고, 신분에 맞지 않는 복장을 좋아하며, 부유한 역인이나 병사를 살해해 재산을 몰수하는등 불법행위를 자주 일으켰다). 그로 인하여 반장의 인성질으로 수하들의 신망을 얻지 못하여 만인을 이끌지는 못했다. 하지만 손권은 반장의 공적을 아껴 죄를 묻지 않았다.
반장은 234년에 사망하였다.

## 가계
- 아들 : 반평(潘平) - 품행이 좋지 않아 회계군으로 쫓겨났다.

## 《삼국지연의》에서 반장
《삼국지 연의》에서 반장은 219년, 관우 포획에 지대한 공을 세운 탓에 나관중에게 극심하게 밉보였다. 이에 나관중은 222년에 이릉 대전에 반장이 참전하여 관흥, 장포(張苞) 등에게 사살되었다고 기술했다.
실제로 그 전투에서 장포는 없었으며(장포는 아버지인 장비(張飛)보다 일찍 죽었다고 한다.), 그 전투에서 관흥에게 사살당한 오나라 장수는 없었지만 삼국지 연의에서는 여기에 이이, 반장과 가공의 인물인 담웅(譚雄)을 포함시켜 관흥과 장포가 반장, 담웅, 이이, 사정(謝旌) 등을 사살한 것으로 묘사하고 있다.

## 같이 보기
- 삼국지 인물 목록